# Aiptasia carnea
Aiptasia carnea är en havsanemonart som beskrevs av Andrès 1881. Aiptasia carnea ingår i släktet Aiptasia och familjen Aiptasiidae. Inga underarter finns listade i Catalogue of Life.